# Mean Disposition
«Mean Disposition» —en español: «Mal carácter»— es una canción de la banda británica de rock The Rolling Stones, incluida como pista número 15 de su álbum Voodoo Lounge de 1994. Fue escrita por Mick Jagger y Keith Richards.
La canción fue grabada en los Sandymount Studios de Ron Wood en St. Kildare, Irelanda; en Windmill Lane Recording de Dublín, Irelanda; y en A&M Recording Studios, Los Ángeles, Estados Unidos. Las sesiones tuvieron lugar entre los meses de julio y agosto, noviembre y diciembre de 1993.

## Personal
Acreditados:
- Mick Jagger: voz.
- Keith Richards: guitarra eléctrica.
- Ron Wood: guitarra eléctrica.
- Charlie Watts: batería.
- Chuck Leavell: piano.
- Darryl Jones: bajo